# Brunfläckig lundmätare
Brunfläckig lundmätare (Hemithea aestivaria) är en fjärilsart som beskrevs av Jacob Hübner 1789. Brunfläckig lundmätare ingår i släktet Hemithea och familjen mätare. Enligt den finländska rödlistan är arten nära hotad i Finland. Arten är reproducerande i Sverige. Artens livsmiljö är lundskogar. Inga underarter finns listade i Catalogue of Life.

## Bildgalleri

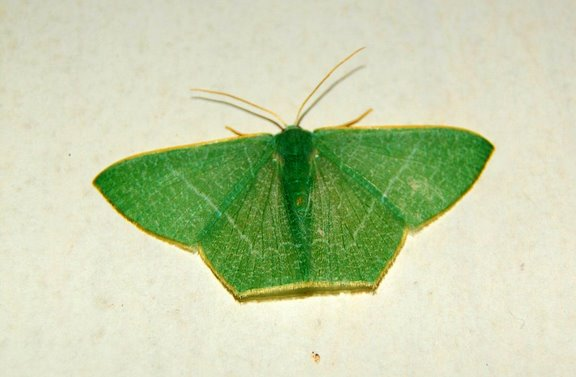
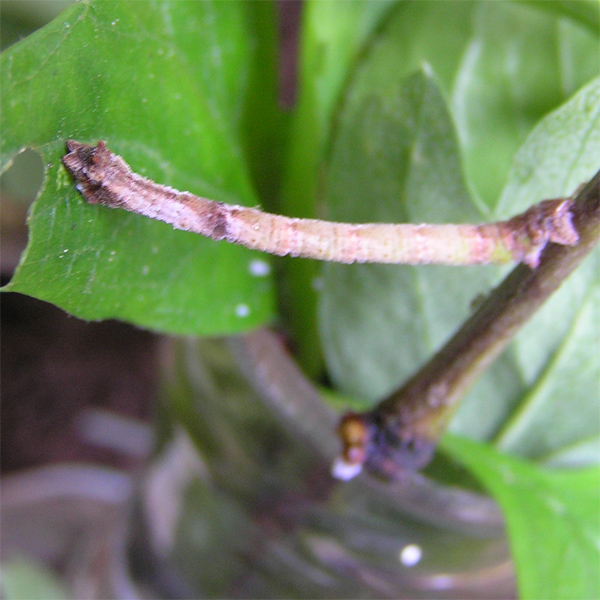
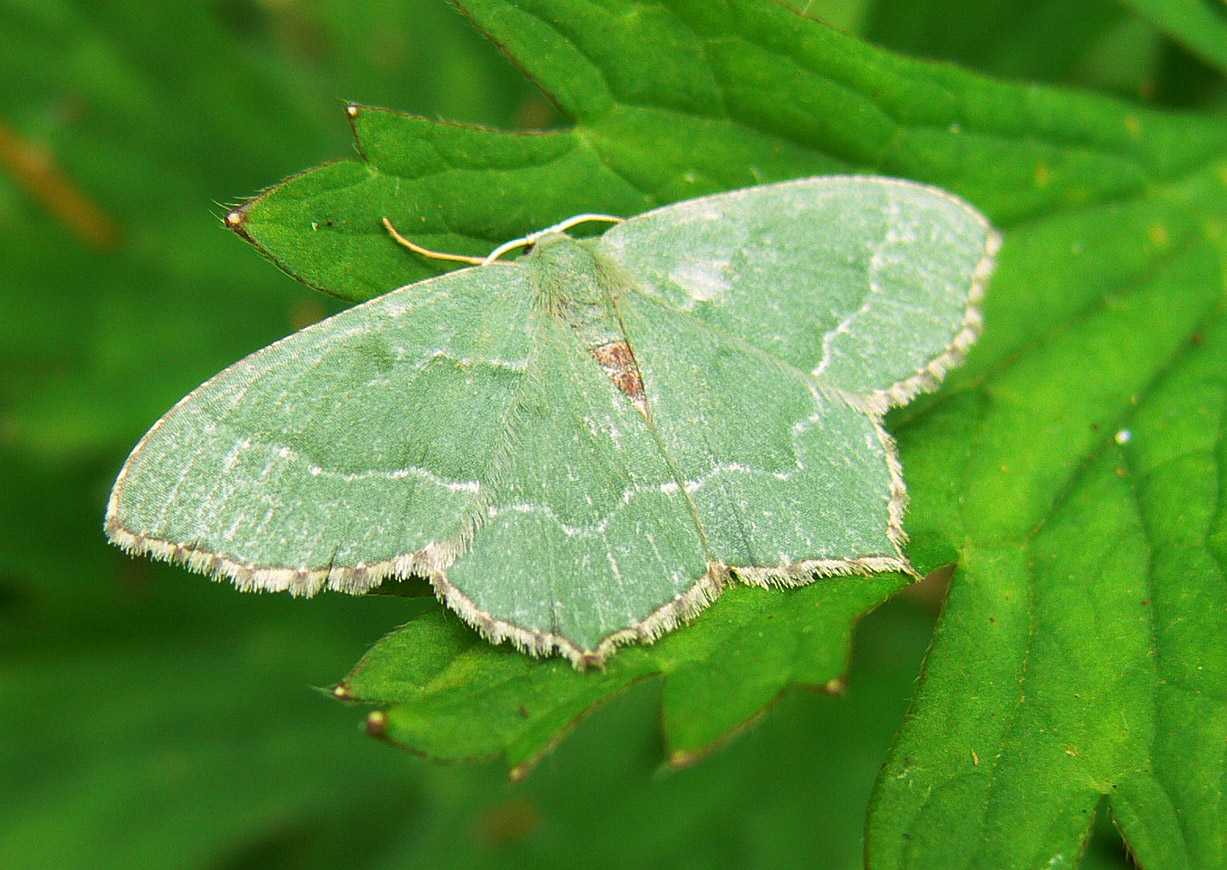
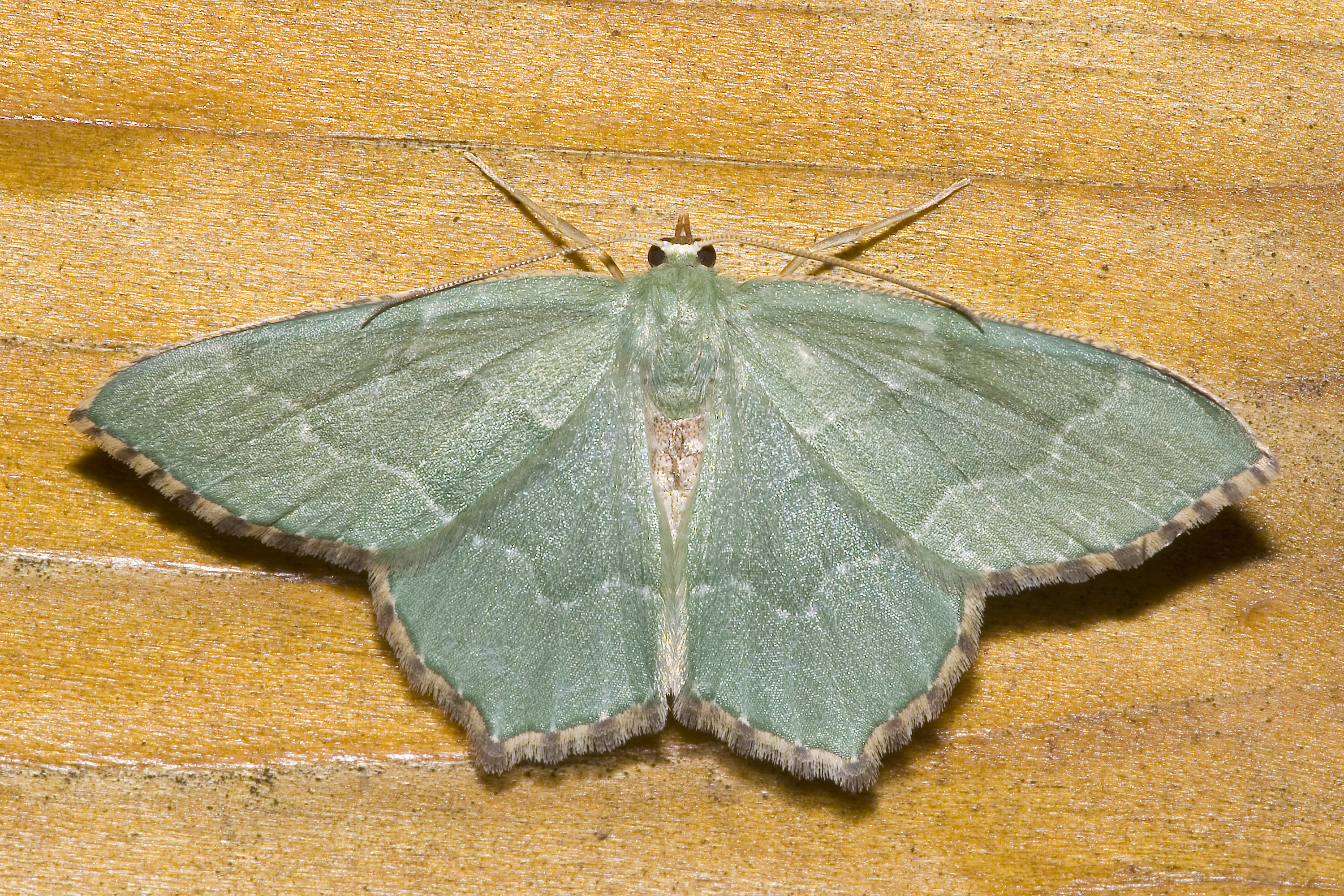
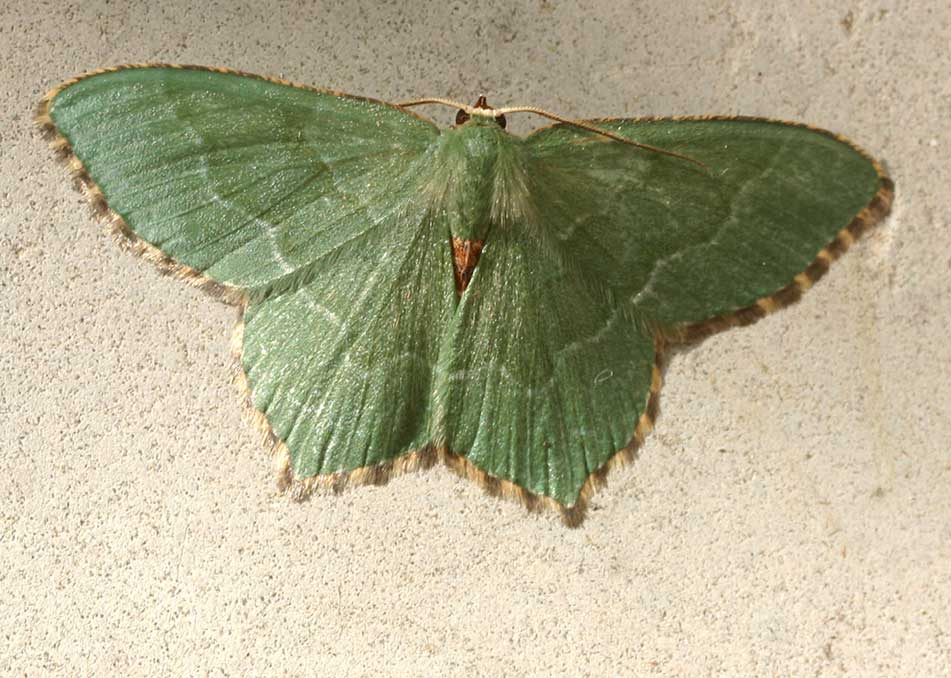
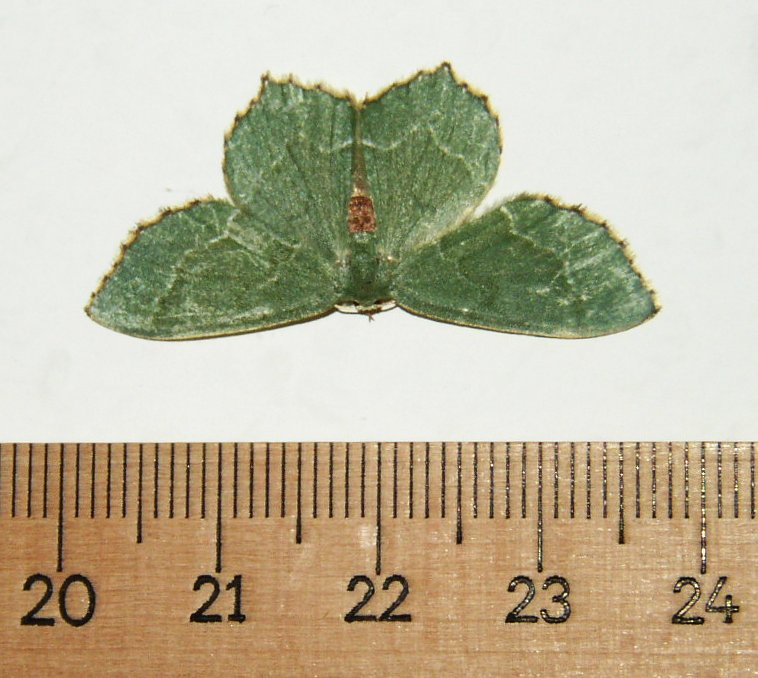